# STS-110
STS-110 — космический полёт MTKK «Атлантис» по программе «спейс шаттл» (109-й полёт программы), целью которого является продолжение сборки Международной космической станции (это 16-й полёт по программе МКС). Атлантис стартовал 8 апреля 2002 года из Космического центра Кеннеди в штате Флорида. Основной задачей являлась доставка на Международную космическую станцию (МКС) центральной секции S0 Основной фермы, мобильного транспортера MT (англ. Utility Transfer Assembly — UTA) и грузов.

## Экипаж
- (НАСА): Майкл Блумфилд (3)[4] — командир;
- (НАСА): Стефан Фрик (1) — пилот;
- (НАСА): Рекс Уолхайм (1) — специалист полёта-1;
- (НАСА): Эллен Очоа (4) — специалист полёта-2, бортинженер;
- (НАСА): Ли Морин (1) — специалист полёта-3;
- (НАСА): Джерри Росс (7) — специалист полёта-4;
- (НАСА): Стивен Смит (4) — специалист полёта-5.

## Параметры полёта
- Масса аппарата
  - при старте — 116 609 кг;
  - при посадке — 91 016 кг;
- Грузоподъёмность — 13 132 кг;
- Наклонение орбиты — 51,6°;
- Период обращения — 88,3 мин;
- Перигей — 155 км;
- Апогей — 225 км.

## Выходы в космос
- 11 апреля c 14:36 до 22:24 (UTC), длительность 7 часов 48 минут — астронавты Стивен Смит и Рекс Уолхайм. Фиксация секции фермы S0.
- 13 апреля c 14:09 до 21:39 (UTC), длительность 7 часов 30 минут — астронавты Джерри Росс и Ли Морин. Завершение фиксации секции фермы S0.
- 14 апреля c 13:48 до 20:15 (UTC), длительность 6 часов 27 минут — астронавты Стивен Смит и Рекс Уолхайм. Переключение питания манипулятора SSRMS на сеть S0.
- 16 апреля c 14:29 до 21:06 (UTC), длительность 6 часов 37 минут — астронавты Джерри Росс и Ли Морин. Установка телескопического трапа Airlock Spur (для упрощения выхода астронавтов из шлюзового отсека Квест на ферму станции во время работ в открытом космосе).

## Интересные факты
- Время запуска пилотируемых КА США всегда, начиная с 1961 года, объявлялось заранее (исключением были семь полётов шаттлов с военными задачами, проведенные в обстановке строгой секретности в период 1985—1990 годы). Но начиная с полёта STS-110, в НАСА приняли решение объявляться точное время запуска шаттла лишь за 24 часа до старта (до этого момента будет публиковаться только 4-часовой интервал времени, внутри которого находится запланированный момент старта).[5]
- В полёте Атлантис STS-110 были впервые установлены три основных двигателя SSME последней модификации Block II. Один такой двигатель использовался при предыдущем запуске «Атлантиса» (STS-104) в июле 2001 года, и еще один — в полете «Индевора» по программе STS-108 в декабре того же года.[5]

## Галерея
- Запуск

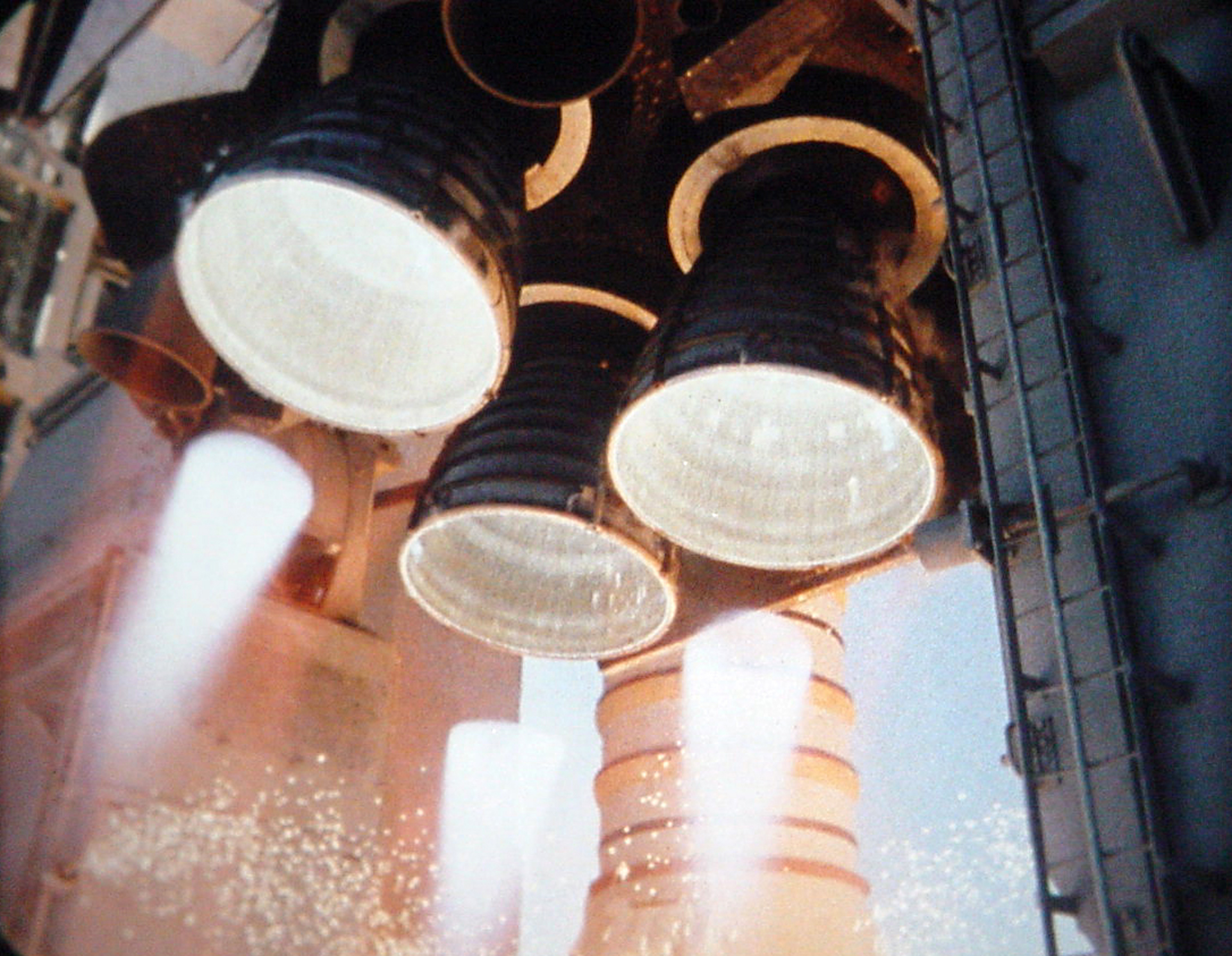
Двигатели во время старта
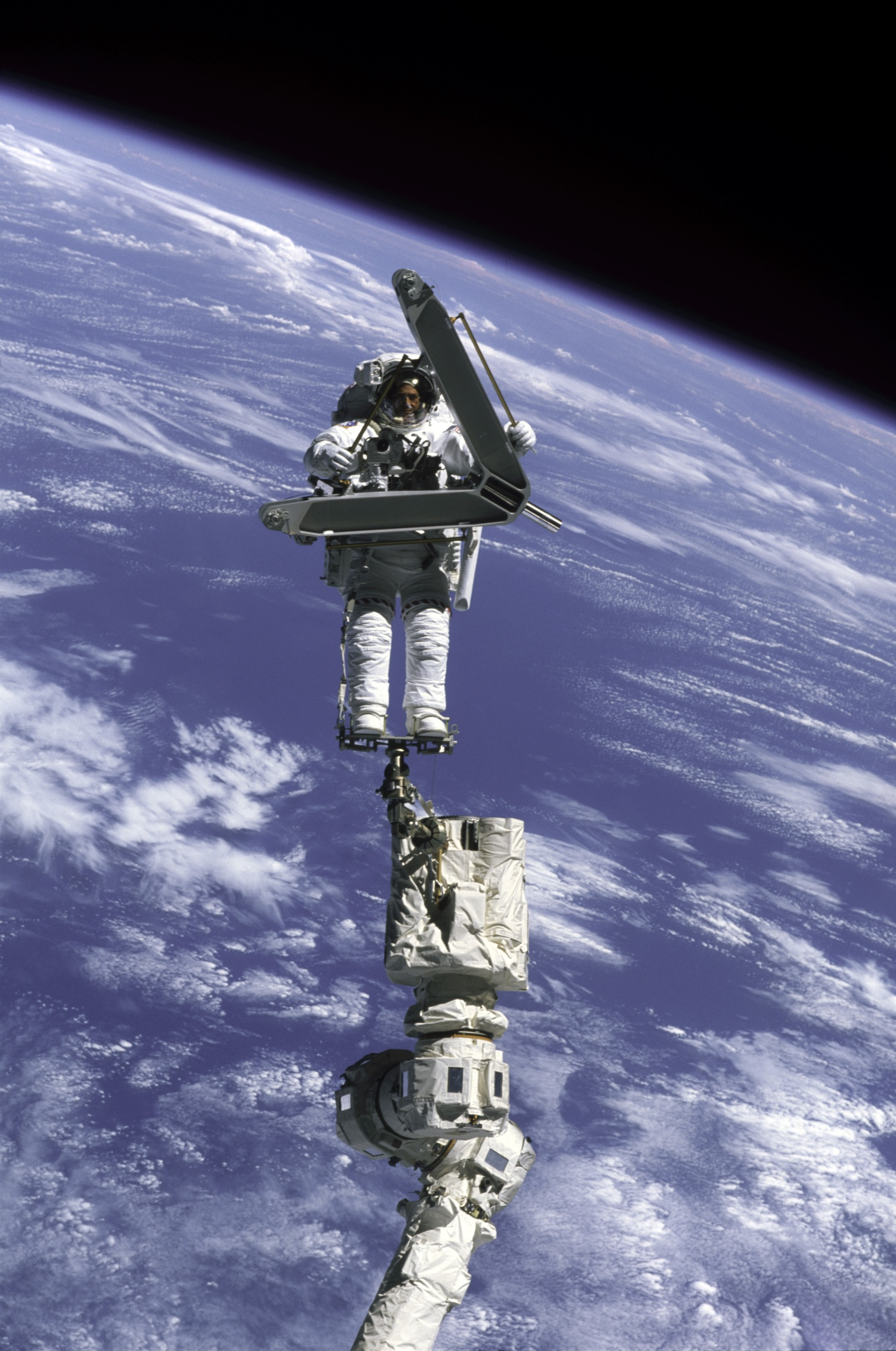
Ли Морин в открытом космосе
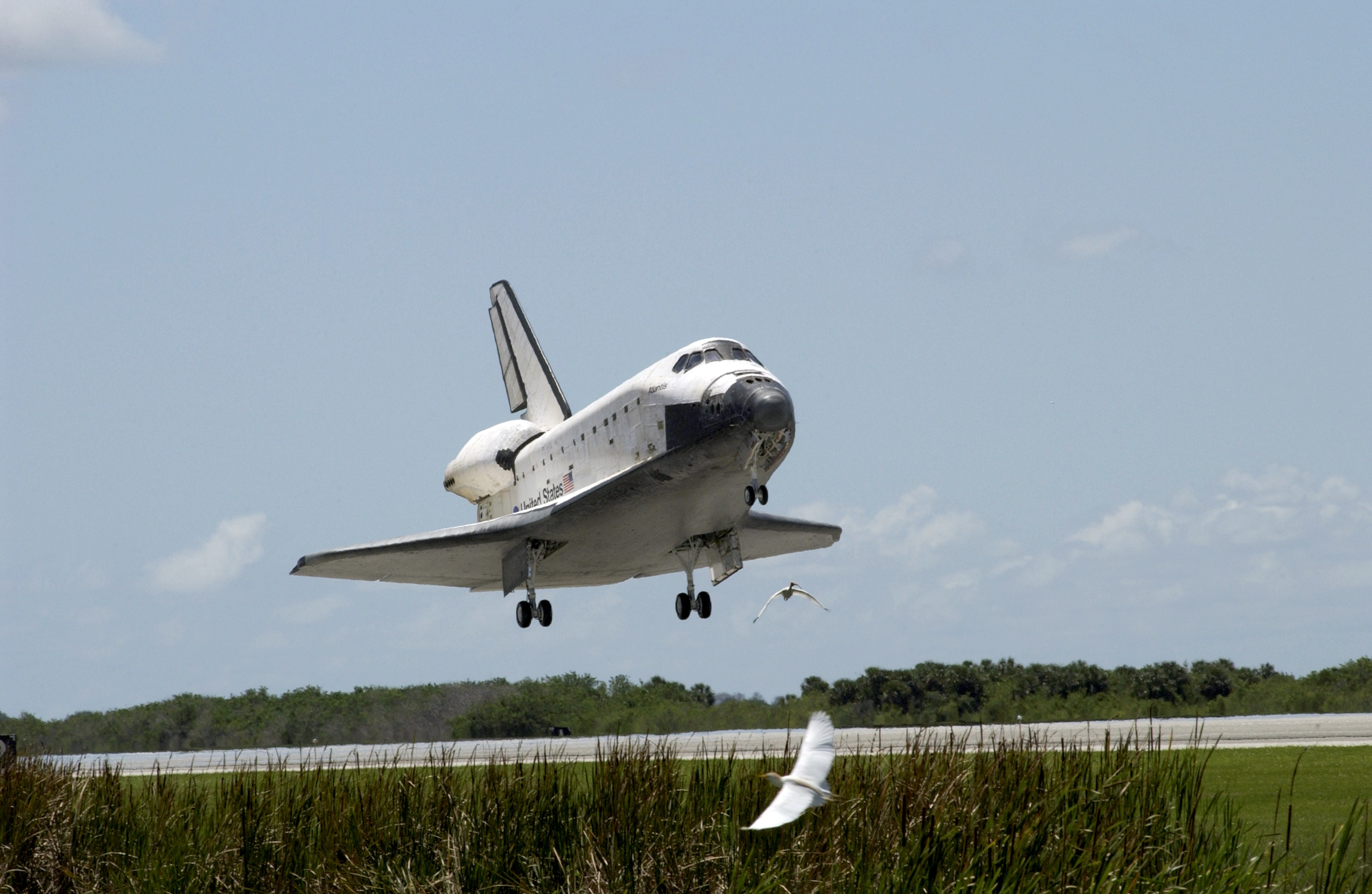
Приземление челнока